# Seznam dílů seriálu Knight Rider
Toto je seznam dílů seriálu Knight Rider. Televizní seriál Knight Rider vysílala americká stanice NBC od roku 1982. Celkem vzniklo 90 dílů rozložených do čtyř řad a poslední díl byl odvysílán 4. dubna 1986. V roce 2008 byl seriál obnoven s novým obsazením a odvysíláno 17 nových dílů, v Česku pak pod názvem Knight Rider – Legenda se vrací.

## Přehled řad
| Řada | Díly | Premiéra v USA | Premiéra v USA  | Premiéra v ČR | Premiéra v ČR |
| Řada | Díly | První díl      | Poslední díl    | První díl     | Poslední díl  |
| ---- | ---- | -------------- | --------------- | ------------- | ------------- |
| 1    | 22   | 26. září 1982  | 6. května 1983  | vysíláno      | vysíláno      |
| 2    | 24   | 2. října 1983  | 27. května 1984 | vysíláno      | vysíláno      |
| 3    | 22   | 30. září 1984  | 5. května 1985  | vysíláno      | vysíláno      |
| 4    | 22   | 20. září 1985  | 4. dubna 1986   | vysíláno      | vysíláno      |

## Seznam dílů

### První řada (1982–1983)
| Č. v seriálu | Č. v řadě | Původní název                           | Český název                     | Režie                | Scénář                                      | Premiéra v USA     | Premiéra v ČR | Prod. kód |
| ------------ | --------- | --------------------------------------- | ------------------------------- | -------------------- | ------------------------------------------- | ------------------ | ------------- | --------- |
| 1            | 1         | Knight of the Phoenix (Part 1)          | Jako Fénix z popela, část první | Daniel Haller        | Glen A. Larson                              | 26. září 1982      |               | 57375     |
| 2            | 2         | Knight of the Phoenix (Part 2)          | Jako Fénix z popela, část druhá | Daniel Haller        | Glen A. Larson                              | 26. září 1982      |               | 57376     |
| 3            | 3         | Deadly Maneuvers                        | Smrtící manévry                 | Paul Stanley         | William Schmidt, Bob Shayne                 | 1. října 1982      |               | 57305     |
| 4            | 4         | Good Day at White Rock                  | Dovolená ve White Rock          | Daniel Haller        | Deborah Davis                               | 8. října 1982      |               | 57303     |
| 5            | 5         | Slammin' Sammy's Stunt Show Spectacular | Kaskadér Sekáč Sammy            | Bruce Bilson         | E. Paul Edwards, John Alan Schwartz         | 22. října 1982     |               | 57315     |
| 6            | 6         | Just My Bill                            | Návrh zákona                    | Sidney Hayers        | David Braff                                 | 29. října 1982     |               | 57311     |
| 7            | 7         | Not a Drop to Drink                     | Potíže s vodou                  | Virgil Vogel         | Hannah Louise Shearer                       | 5. listopadu 1982  |               | 57304     |
| 8            | 8         | No Big Thing                            | Nic velkého                     | Bernard L. Kowalski  | Judy Burns                                  | 12. listopadu 1982 |               | 57313     |
| 9            | 9         | Trust Doesn't Rust                      | Důvěra nerezaví                 | Paul Stanley         | Steven E. De Souza                          | 19. listopadu 1982 |               | 57307     |
| 10           | 10        | Inside Out                              | V utajení                       | Peter Crane          | Steven E. De Souza                          | 26. listopadu 1982 |               | 57302     |
| 11           | 11        | The Final Verdict                       | Závěrečný verdikt               | Bernard L. Kowalski  | Tom Greene                                  | 3. prosince 1982   |               | 57316     |
| 12           | 12        | A Plush Ride                            | Luxusní projížďka               | Sidney Hayers        | Gregory S. Dinallo                          | 10. prosince 1982  |               | 57306     |
| 13           | 13        | Forget Me Not                           | Nezapomeň na mě                 | Gil Bettman          | Richard Christian Matheson, Thomas Szollosi | 17. prosince 1982  |               | 57312     |
| 14           | 14        | Hearts of Stone                         | Srdce z kamene                  | Jeffrey Hayden       | Robert Foster                               | 14. ledna 1983     |               | 57322     |
| 15           | 15        | Give Me Liberty… or Give Me Death       | Svobodu nebo smrt               | Bernard L. Kowalski  | David Braff                                 | 21. ledna 1983     |               | 57323     |
| 16           | 16        | The Topaz Connection                    | Akce Topaz                      | Alan Myerson         | Stephen Katz                                | 28. ledna 1983     |               | 57321     |
| 17           | 17        | A Nice, Indecent Little Town            | Takové neslušné městečko        | Gil Betteman         | Frank Telford                               | 18. února 1983     |               | 57317     |
| 18           | 18        | Chariot of Gold                         | Vůz plný zlata                  | Bernard L. Kowalski  | William Schmidt                             | 25. února 1983     |               | 57326     |
| 19           | 19        | White Bird                              | Bílý ptáček                     | Winrich Kolbe        | Virginia Aldridge                           | 4. března 1983     |               | 57330     |
| 20           | 20        | Knight Moves                            | Knight a šoféři                 | Christian I. Nyby II | William Schmidt                             | 11. března 1983    |               | 57332     |
| 21           | 21        | Nobody Does it Better                   | Nikdo to neumí lépe             | Harvey Laidman       | David Braff                                 | 29. dubna 1983     |               | 57331     |
| 22           | 22        | Short Notice                            | Na poslední chvíli              | Robert Foster        | Robert Foster                               | 6. května 1983     |               | 57336     |

### Druhá řada (1983–1984)
| Č. v seriálu | Č. v řadě | Původní název                        | Český název                 | Režie               | Scénář                                                  | Premiéra v USA     | Premiéra v ČR | Prod. kód |
| ------------ | --------- | ------------------------------------ | --------------------------- | ------------------- | ------------------------------------------------------- | ------------------ | ------------- | --------- |
| 23           | 1         | Goliath (Part 1)                     | Goliáš, část první          | Winrich Kolbe       | Robert Foster, Robert Gilmer                            | 2. října 1983      |               | 57875     |
| 24           | 2         | Goliath (Part 2)                     | Goliáš, část druhá          | Winrich Kolbe       | Robert Foster, Robert Gilmer                            | 2. října 1983      |               | 57876     |
| 25           | 3         | Brother's Keeper                     | Bratrova pomsta             | Sidney Hayers       | E.F. Wallengren                                         | 9. října 1983      |               | 57805     |
| 26           | 4         | Merchants of Death                   | Žoldáci smrti               | Alan Myerson        | William Schmidt                                         | 16. října 1983     |               | 57807     |
| 27           | 5         | Blind Spot                           | Slabý článek                | Bernard L. Kowalski | Jackson Gillis                                          | 23. října 1983     |               | 57809     |
| 28           | 6         | Return to Cadiz                      | Návrat do Cadizu            | Alan Myerson        | Larry Forrester                                         | 30. října 1983     |               | 57801     |
| 29           | 7         | K.I.T.T. the Cat                     | Chyťte zloděje              | Jeffrey Hayden      | Janis Hendler                                           | 6. listopadu 1983  |               | 57824     |
| 30           | 8         | Custom K.I.T.T.                      | Krádež na zakázku           | Georg Fenady        | William Schmidt, Robert Specht                          | 13. listopadu 1983 |               | 57821     |
| 31           | 9         | Soul Survivor                        | Duše bez těla               | Harvey Laidman      | Robert Foster, Robert Gilmer                            | 27. listopadu 1983 |               | 57829     |
| 32           | 10        | Ring of Fire                         | Ohnivé kolo                 | Winrich Kolbe       | Janis Hendler                                           | 4. prosince 1983   |               | 57810     |
| 33           | 11        | Knightmares                          | Ztráta paměti               | Sidney Hayers       | Tom Greene, Janis Hendle                                | 11. prosince 1983  |               | 57830     |
| 34           | 12        | Silent Knight                        | Pomoc v nouzi               | Bruce Kessler       | Robert Gilmer, Janis Hendler                            | 18. prosince 1983  |               | 57817     |
| 35           | 13        | A Knight in Shining Armor            | Cesta za pokladem           | Bernard McEveety    | Tom Greene, Janis Hendler                               | 8. ledna 1984      |               | 57832     |
| 36           | 14        | Diamonds Aren't a Girl's Best Friend | Není diamant jako diamant   | Jeffrey Hayden      | Robert Foster, Robert Gilmer                            | 15. ledna 1984     |               | 57833     |
| 37           | 15        | White-Line Warriors                  | Víkendoví válečníci         | Bob Bralver         | Richard C. Okie                                         | 29. ledna 1984     |               | 57828     |
| 38           | 16        | Race for Life                        | Závod o život               | Georg Fenady        | Bruce Belland, Roy M. Rogosin                           | 5. února 1984      |               | 57826     |
| 39           | 17        | Speed Demons                         | Nebezpečná rychlost         | Bruce Seth Green    | Tom Greene, Janis Hendler                               | 12. února 1984     |               | 57837     |
| 40           | 18        | Goliath Returns (Part 1)             | Goliášův návrat, část první | Winrich Kolbe       | Robert Foster, Robert Gilmer, Tom Greene, Janis Hendler | 19. února 1984     |               | 57879     |
| 41           | 19        | Goliath Returns (Part 2)             | Goliášův návrat, část druhá | Winrich Kolbe       | Robert Foster, Robert Gilmer, Tom Greene, Janis Hendler | 19. února 1984     |               | 57880     |
| 42           | 20        | A Good Knight's Work                 | Úkol hodný rytíře           | Sidney Hayers       | Richard C. Okie                                         | 4. března 1984     |               | 57840     |
| 43           | 21        | Mouth of the Snake (Part 1)          | Hadí tlama, část první      | Winrich Kolbe       | Robert Foster, Robert Gilmer                            | 8. dubna 1984      |               | 57877     |
| 44           | 22        | Mouth of the Snake (Part 2)          | Hadí tlama, část druhá      | Winrich Kolbe       | Robert Foster, Robert Gilmer                            | 8. dubna 1984      |               | 57878     |
| 45           | 23        | Let it Be Me                         | Ať jsem to já               | Bernard McEveety    | Robert Foster, Robert Gilmer                            | 13. května 1984    |               | 57834     |
| 46           | 24        | Big Iron                             | Železo na prodej            | Bernard L. Kowalski | Julie Friedgen                                          | 27. května 1984    |               | 57804     |

### Třetí řada (1984–1985)
| Č. v seriálu | Č. v řadě | Původní název                 | Český název              | Režie                  | Scénář                         | Premiéra v USA     | Premiéra v ČR | Prod. kód |
| ------------ | --------- | ----------------------------- | ------------------------ | ---------------------- | ------------------------------ | ------------------ | ------------- | --------- |
| 47           | 1         | Knight of the Drones (Part 1) | Rytíř robotů, část první | Sidney Hayers          | Robert Foster, Gerald Sanford  | 30. září 1984      |               | 58675     |
| 48           | 2         | Knight of the Drones (Part 2) | Rytíř robotů, část druhá | Sidney Hayers          | Robert Foster, Gerald Sanford  | 30. září 1984      |               | 58676     |
| 49           | 3         | The Ice Bandits               | Ledoví zloději           | Georg Fenady           | Gerald Sanford                 | 7. října 1984      |               | 58603     |
| 50           | 4         | Knights of the Fast Lane      | Jezdci smrti             | Winrich Kolbe          | Richard C. Okie                | 14. října 1984     |               | 58601     |
| 51           | 5         | Halloween Knight              | Ďábelský Halloween       | Winrich Kolbe          | Bill Nuss                      | 28. října 1984     |               | 58624     |
| 52           | 6         | K.I.T.T. vs. K.A.R.R.         | K.I.T.T. versus K.A.A.R. | Winrich Kolbe          | Richard C. Okie                | 4. listopadu 1984  |               | 58617     |
| 53           | 7         | The Rotten Apples             | Zkažená jablka           | Bob Bralver            | Gerald Sanford, Peter L. Dixon | 11. listopadu 1984 |               | 58611     |
| 54           | 8         | Knight in Disgrace            | Zbaven služby            | Harvey Laidman         | Simon Muntner                  | 18. listopadu 1984 |               | 58622     |
| 55           | 9         | Dead of Knight                | Opojná smrt              | Bernard L. Kowalski    | Janis Hendler, Tom Greene      | 2. prosince 1984   |               | 58607     |
| 56           | 10        | Lost Knight                   | Ztracený rytíř           | Sidney Hayers          | Robert Foster, James M. Miller | 9. prosince 1984   |               | 58619     |
| 57           | 11        | Knight of the Chameleon       | Chameleon                | Winrich Kolbe          | Robert Sherman                 | 30. prosince 1984  |               | 58631     |
| 58           | 12        | Custom Made Killer            | Vrah na míru             | Harvey Laidman         | Burton Armus                   | 6. ledna 1985      |               | 58640     |
| 59           | 13        | Knight by a Nose              | Vítězství o půl délky    | Bernard McEveety       | William Elliot                 | 13. ledna 1985     |               | 58604     |
| 60           | 14        | Junk Yard Dog                 | Nebezpečný odpad         | Georg Fenady           | Calvin Clements Jr.            | 3. února 1985      |               | 58641     |
| 61           | 15        | Buy Out                       | Odkoupení                | Jeffrey Hayden         | George S. Dinallo              | 10. února 1985     |               | 58643     |
| 62           | 16        | Knightlines                   | Štěnice                  | Charles Watson Sanford | Richard C. Okie                | 3. března 1985     |               | 58644     |
| 63           | 17        | The Nineteenth Hole           | Devatenáctá jamka        | Georg Fenady           | Gerald Sanford, Robert Foster  | 10. března 1985    |               | 58627     |
| 64           | 18        | Knight & Knerd                | Černý krystal            | Georg Fenady           | Larry Mollin                   | 17. března 1985    |               | 58630     |
| 65           | 19        | Ten Wheel Trouble             | Smrt v kamionu           | Bob Bralver            | Burton Armus                   | 24. března 1985    |               | 58645     |
| 66           | 20        | Knight in Retreat             | Víkendové sny            | Roy Campanella II      | Gerald Sanford                 | 29. března 1985    |               | 58642     |
| 67           | 21        | Knight Strike                 | Noční úder               | Georg Fenady           | George S. Dinallo              | 5. dubna 1985      |               | 58647     |
| 68           | 22        | Circus Knights                | Návštěva cirkusu         | Harvey Laidman         | David R. Toddman               | 5. května 1985     |               | 58633     |

### Čtvrtá řada (1985–1986)
| Č. v seriálu | Č. v řadě | Původní název                     | Český název                    | Režie                  | Scénář                                       | Premiéra v USA     | Premiéra v ČR | Prod. kód |
| ------------ | --------- | --------------------------------- | ------------------------------ | ---------------------- | -------------------------------------------- | ------------------ | ------------- | --------- |
| 69           | 1         | Knight of the Juggernaut (Part 1) | Přízrak, část první            | Georg Fenady           | Burton Armus, Robert Foster                  | 20. září 1985      |               | 60275     |
| 70           | 2         | Knight of the Juggernaut (Part 2) | Přízrak, část druhá            | Georg Fenady           | Burton Armus, Robert Foster                  | 20. září 1985      |               | 60276     |
| 71           | 3         | KITTnap                           | Únos                           | Bernard McEveety       | Skip Webster                                 | 27. září 1985      |               | 60216     |
| 72           | 4         | Sky Knight                        | Hluboký spánek                 | Jeffrey Hayden         | Carlton Hollander, Dennis Rodriguez          | 18. října 1985     |               | 60219     |
| 73           | 5         | Burial Ground                     | Pohřebiště                     | Chuck Bail             | Michael Eric Stein                           | 25. října 1985     |               | 60204     |
| 74           | 6         | The Wrong Crowd                   | Motorkáři                      | Chuck Bail             | George S. Dinallo                            | 1. listopadu 1985  |               | 60221     |
| 75           | 7         | Knight Sting                      | Knightova past                 | Sidney Hayers          | Herman Miller                                | 8. listopadu 1985  |               | 60224     |
| 76           | 8         | Many Happy Returns                | Všechno nejlepší k narozeninám | Georg Fenady           | Michael Halperin                             | 15. listopadu 1985 |               | 60203     |
| 77           | 9         | Knight Racer                      | Nebezpečná jízda               | Charles Watson Sanford | Paul Diamond                                 | 29. listopadu 1985 |               | 60222     |
| 78           | 10        | Knight Behind Bars                | Bradla za mřížemi              | Bernard McEveety       | Richard C. Okie                              | 6. prosince 1985   |               | 60202     |
| 79           | 11        | Knight Song                       | Knightova píseň                | Georg Fenady           | Burton Armus                                 | 13. prosince 1985  |               | 60230     |
| 80           | 12        | The Scent of Roses                | Vůně růží                      | Sidney Hayers          | E. Nick Alexander                            | 3. ledna 1986      |               | 60212     |
| 81           | 13        | Killer K.I.T.T.                   | K.I.T.T. zabiják               | Chuck Bail             | Simon Rose                                   | 10. ledna 1986     |               | 60226     |
| 82           | 14        | Out of the Woods                  | Z lesů                         | Harvey Laidman         | Gregory S. Dinallo                           | 17. ledna 1986     |               | 60211     |
| 83           | 15        | Deadly Knightshade                | Vražedný stín                  | Sidney Hayers          | Philip John Taylor                           | 24. ledna 1986     |               | 60229     |
| 84           | 16        | Redemption of a Champion          | Záchrana šampiona              | Chuck Bail             | E. Nick Alexander                            | 31. ledna 1986     |               | 60227     |
| 85           | 17        | Knight of a Thousand Devils       | Pekelný závod                  | Gino Grimaldi          | Peter Allan Fields                           | 7. února 1986      |               | 60228     |
| 86           | 18        | Hills of Fire                     | Žhář                           | Bob Bralver            | Jackson Gillis                               | 14. února 1986     |               | 60220     |
| 87           | 19        | Knight Flight to Freedom          | Boj za svobodu                 | Winrich Kolbe          | George S. Dinallo                            | 21. února 1986     |               | 60232     |
| 88           | 20        | Fright Knight                     | Fantom z ateliéru              | Gilbert M. Shilton     | James Byrnes, Samm Smith, Leonard B. Kaufman | 7. března 1986     |               | 60223     |
| 89           | 21        | Knight of the Rising Sun          | Rytíř vycházejícího slunce     | Winrich Kolbe          | Burton Armus, Bruce Lansbury                 | 14. března 1986    |               | 60233     |
| 90           | 22        | Voo Doo Knight                    | V moci voodoo                  | Georg Fenady           | R. Timothy Kring, Deborah Dean Davis         | 4. dubna 1986      |               | 60225     |